# Predsednik Republike Hrvaške
Predsednik Republike Hrvaške (hrvaško Predsjednik Republike Hrvatske) je državni poglavar Republike Hrvaške. Predsednikov mandat traja pet let in je lahko izvoljen največ dvakrat. 
Uradna rezidenca predsednika Republike oziroma Urad predsednika Republike se nahaja v Zagrebu, na Pantovčaku, imenovana Predsedniški dvori (zgrajena v času SFRJ pod imenom Vila Zagorje).

## Zgodovina
Socialistično republiko Hrvaško v SFR Jugoslaviji je vodila skupina funkcionarjev komunistične partije, ki je ustanovila kolektivno predsedstvo s predsednikom predsedstva na čelu. Prve demokratične volitve leta 1990 niso neposredno izvolile članov predsedstva. Parlament je bil zadolžen za zapolnitev teh položajev kot v socialističnem obdobju. Na volitvah je zmagala HDZ, njen vodja Tuđman pa je predsedniško funkcijo prevzel 30. maja 1990. Hrvaški sabor je 25. julija istega leta sprejel več ustavnih sprememb, vključno z  amandmajem LXXI, ki je ustanovil položaj predsednika in podpredsednikov. Božična ustava, sprejeta 22. decembra 1990, je določila polpredsedniški sistem in zahtevala predsedniške volitve.
Tuđman je na predsedniških volitvah zmagal leta 1992, slovesna inavguracija je potekala 12. avgusta 1992. Leta 1997 je bil ponovno izvoljen, istega leta pa je bila spremenjena tudi ustava Hrvaške. Po njegovi smrti leta 1999 je bila ustava spremenjena in večina predsedniških pooblastil je bila prenesena na parlament in vlado, kar je na Hrvaškem ustvarilo parlamentarni sistem. Stipe Mesić je leta bil na mesto predsednika izvoljen dvakrat; leta 2000 in 2005. Ivo Josipović, kandidat SDP, je zmagal na predsedniških volitvah v letih 2009–2010. Kolinda Grabar-Kitarović je zmagala na volitvah 2014–15 in postala prva predsednica.

### Inavguracije
| Predsednik               | Datum            | Note      |
| ------------------------ | ---------------- | --------- |
| Franjo Tuđman            | 12. avgust 1992  | 1. mandat |
| Franjo Tuđman            | 12. avgust 1997  | 2. mandat |
| Stjepan Mesić            | 19. februar 2000 | 1. mandat |
| Stjepan Mesić            | 19. februar 2005 | 2. mandat |
| Ivo Josipović            | 19. februar 2010 | 1. mandat |
| Kolinda Grabar-Kitarović | 19. februar 2015 | 1. mandat |
| Zoran Milanović          | 19. februar 2020 | 1. mandat |
| Zoran Milanović          | 19. februar 2025 | 2. mandat |

## Urad predsednika
Urad predsednika republike (hrvaško Ured predsjednika Republike) je sestavljen iz osebja predsednika Hrvaške in pomožnega osebja, ki poroča predsedniku. Od maja 2008 je bilo v uradu zaposlenih 170 uslužbencev, najvišja stopnja osebja pa je bila določena z Uredbo o notranji organizaciji urada predsednika Hrvaške, in sicer na 191. V vladnem proračunu za leto 2009 je bilo uradu dodeljenih 54 milijonov kun (približno 7,3 milijona evrov). Neto mesečna plača predsednika je 23.500 kun (približno 3.170 evrov).
Kabinet predsednika je ustanovil Franjo Tuđman z uredbo predsednika 19. januarja 1991. Kabinet vodi vodja kabineta (hrvaško: predstojnik ureda), ki ga imenuje predsednik. Predsedniki razglašajo podzakonske akte, ki urejajo sestavo urada. Urad zaposluje svetovalce predsednika in vključuje osem oddelkov, štiri svete, komisijo za pomilostitev ter dve komisiji za odlikovanja in podelitve nagrad.

## Imuniteta in obtožba
Predsednik Hrvaške uživa imuniteto - predsednika ni dovoljeno aretirati niti zoper predsednika ni mogoče začeti nobenega kazenskega postopka brez predhodnega soglasja ustavnega sodišča. Edini primer, v katerem imuniteta ne velja, je, če je bil predsednik ujet pri storitvi kaznivega dejanja, za katerega je zagrožena kazen zapora več kot pet let. V takem primeru mora državni organ, ki je pridržal predsednika, o tem nemudoma obvestiti predsednika ustavnega sodišča.
Predsednik Hrvaške je lahko obtožen za vsako kršitev ustave, storjeno pri opravljanju dolžnosti. Postopek obtožbe lahko začne hrvaški parlament z dvotretjinsko večino glasov vseh poslancev parlamenta. O obtožbi predsednika nato odloči ustavno sodišče z dvotretjinsko večino glasov vseh svojih sodnikov. Če ustavno sodišče obtoži predsednika, predsedniku preneha mandat.

## Po predsedovanju
Nekdanji predsedniki Republike Hrvaške so upravičeni do urada in dveh uslužbencev, ki jih plača država. Poleg tega so nekdanjim predsednikom dodeljeni voznik, službeni avto in telesni stražarji. Hrvaška vlada mora te ugodnosti zagotoviti na 30 dni po izteku mandata, na predsednikovo osebno zahtevo. Urad nekdanjega predsednika Stjepana Mesića se nahaja v Grškovićevi ulici v Zagrebu. Urad zaposluje svetovalca za odnose z javnostmi in zunanjepolitičnega svetovalca. Urad je bil ustanovljen leta 2010 in je imel letni proračun 1,3 milijona kun (približno 175.000 €). Po besedah Mesića, bo njegova nov urad na voljo hrvaškim podjetjem, da jim bo pomagal razširiti trg. Od ustanovitve urada nekdanji predsednik Mesić sprejema tudi tuje diplomate in obiske v tujini, kjer se srečuje z uradniki in občasno predava.

Pravice nekdanjih predsednikov opredeljuje parlamentarni zakon, sprejet leta 2004, v prvem mandatu Stjepana Mesića. Pred sprejetjem tega zakona je ustava določala, da nekdanji predsedniki postanejo dosmrtno člani zbornic hrvaškega parlamenta, razen če predsednik ne zahteva drugače. Tega v praksi nikoli niso izvajali, saj je Franjo Tuđman umrl na položaju, županijska zbornica pa je bila ukinjena pred koncem prvega Mesićevega mandata.

## Seznam predsednikov
| #  | Slika | Ime                      | Rojen, umrl                                              | Predsedovanje     | Predsedovanje     | Stranka   | Opombe            |
| #  | Slika | Ime                      | Rojen, umrl                                              | Začetek           | Konec             | Stranka   | Opombe            |
| -- | --- | ------------------------ | -------------------------------------------------------- | ----------------- | ----------------- | --------- | ----------------- |
| 1. | | Franjo Tuđman            | 14. maj 1922, Veliko Trgovišće 10. december 1999, Zagreb | 22. december 1990 | 10. december 1999 | HDZ       | umrl na dolžnosti |
| 1. | Predsednik predsedstva SR Hrvaške |                          |                                                          |                   |                   |           |                   |
| 2. | | Stjepan Mesić            | 24. december 1934, Orahovica                             | 18. februar 2000  | 18. februar 2005  | HNS       | 1. mandat         |
| 2. | 18. februar 2005 | Stjepan Mesić            | 24. december 1934, Orahovica                             | 18. februar 2010  | 2. mandat         | HNS       |                   |
| 2. | Prvi predsednik vlade Republike Hrvaške, predsednik predsedstva Jugoslavije ter nekdanji predsednik Sabora.                          |                          |                                                          |                   |                   |           |                   |
| 3. | | Ivo Josipović            | 28. avgust 1957, Zagreb                                  | 18. februar 2010  | 18. februar 2015  | SDP       | 1. mandat         |
| 3. | Skladatelj in nekdanji poslanec Sabora.                                                                                              |                          |                                                          |                   |                   |           |                   |
| 4. | | Kolinda Grabar-Kitarović | 29. april 1968, Rijeka                                   | 18. februar 2015  | 18. februar 2020  | HDZ       | 1. mandat         |
| 4. | Nekdanja hrvaška ministrica za zunanje zadeve, ministrica za evropske zadeve ter veleposlanica Republike Hrvaške v Washingtonu (ZDA) |                          |                                                          |                   |                   |           |                   |
| 5. | | Zoran Milanović          | 30. oktober 1966, Zagreb                                 | 19. februar 2020  | 19. februar 2025  | SDP       | 1. mandat         |
| 5. | 19. februar 2025 | Zoran Milanović          | 30. oktober 1966, Zagreb                                 |                   |                   | 2. mandat |                   |
| 5. | Nekdanji predsednik vlade Republike Hrvaške.                                                                                         |                          |                                                          |                   |                   |           |                   |

### Živeči nekdanji predsedniki
- Stipe Mesić (2000–2010)
- Ivo Josipović (2010–2015)
- Kolinda Grabar-Kitarović (2015–2020)

## Predsedniška palača
Predsedniška palača (hrvaško: Predsjednički dvori) ali Pantovčak v Zagrebu je uradno delovno mesto predsednika. Predsednik dejansko ne živi v stavbi, saj se uporablja kot urad predsednika Hrvaške in ne kot rezidenca. Posestvo obsega 3.700 kvadratnih metrov. Kot uradna rezidenca je služila, ko se je tja po bombardiranju Banskih dvorov oktobra 1991 preselil takratni predsednik Franjo Tuđman. Poleg prvotne zgradbe je bil leta 1993 zgrajen 3.500 kvadratnih metrov velik prizidek, pomožna zgradba s pisarniškimi varnostnimi službami in zaklonišče pred bombnimi napadi. Stavbo, prej znano kot Vila Zagorje ali Titova vila, so zasnovali arhitekti Vjenceslav Richter in Kazimir Ostrogović, dokončali pa so jo leta 1964 za nekdanjega jugoslovanskega predsednika Josipa Broza Tita.
- Preddverje predsedniške palače
- Častna garda pred palačo
- Severni salon v palači
- Uvoz na poslopje Pantovčaka